# Selysioneura aglaia
Selysioneura aglaia – gatunek ważki z rodziny Isostictidae.